# Gisela Müller (Schauspielerin)
Gisela Müller (* 21. August 1963 in Heidenheim an der Brenz) ist eine deutsche Schauspielerin und Sängerin.
Sie studierte Gesang an der Hochschule der Künste Berlin und der Hochschule für Musik Freiburg sowie an der Schola Cantorum Basiliensis.
Ihr künstlerisches Schaffen umfasst Aufführungen von Oratorien, Konzerte und szenische Produktionen Alter Musik sowie Liederabende, Uraufführungen, Rundfunk- und CD-Produktionen zeitgenössischer Musik.
In den Jahren 1988/89 stand sie für Die zweite Heimat von Edgar Reitz für die Rolle der Sängerin Evelyne Cerphal vor der Kamera.
Sie ist Mutter eines Sohnes und lebt als Gesangslehrerin in Basel.